# رهبر تیم
رهبر تیم (انگلیسی: Team leader) به فردی اطلاق می‌شود، که برای دستیابی به یک نتیجه کلیدی یا مجموعه‌ای از نتایج یکسان، اقدام به هدایت، راهنمایی، رهبری و راهبری گروهی از افراد (تیم) می‌نماید. رهبر تیم بر دستاوردهای کمی و کیفی تیم نظارت می‌کند و اغلب نتایج عملکرد تیم را نیز به یک مدیر گزارش می‌دهد. (یک مدیر ممکن است بر تیم‌های مختلف نظارت داشته باشد) رهبران تیم‌ها، برخلاف مدیران سطوح بالا، که تنها دارای یک وظیفه مدیریتی جداگانه می‌باشند، علاوه بر مسئولیت‌های رهبری، اغلب بعنوان یکی از اعضای تیم نیز فعالیت می‌کنند و همچون سایر اعضاء نقش‌هایی را انجام می‌دهد.